# Centre-ville de Boulogne-sur-Mer
Le centre-ville de Boulogne-sur-Mer, parfois appelé Boulogne-Centre ou Basse-ville, est le quartier central de la ville de Boulogne-sur-Mer, dans le Pas-de-Calais. Il regroupe un grand nombre de bâtiments historiques et administratifs ainsi que de nombreux logements, commerces, banques, églises, équipements culturels et de loisirs, rues piétonnes et places.

## Géographie

### Situation
Le centre-ville est situé au cœur de la ville de Boulogne-sur-Mer. Il s'agit d'un des principaux quartiers de la commune avec la vieille-ville (c'est dans ce dernier qu'on trouve l'hôtel de ville et le palais de justice).

### Accès et transports
L'autoroute A16 passe à proximité du quartier, le desservant par le biais des sorties  29 et  30 en venant du sud, et la sortie  32 en venant du nord.
Le stationnement en centre-ville est majoritairement payant. Les principaux parkings du quartier sont les parkings souterrains Saint-Louis et Lumière, de 450 places chacun. Deux parkings en extérieur, les parkings de l'Esplanade Mariette et de l'Ancien Rivage, abritant respectivement 350 places et 220 places, et situés respectivement aux extrémités nord-est et sud du quartier, sont entièrement gratuits.
Toutes les lignes de bus du réseau Marinéo et plusieurs lignes du réseau départemental Oscar desservent l'Espace Bus situé Place de France dans le centre-ville de Boulogne. Les nombreux arrêts de bus situés dans le quartier sont également desservis par quelques-unes de ces lignes. Une navette gratuite baptisée Néo fait le tour du quartier.
La gare de Boulogne-Tintelleries est située dans le centre-ville et est desservie par des TER Nord-Pas-de-Calais (ligne Boulogne-Calais). La gare de Boulogne-Ville, principale gare de la ville, desservie par des TGV, est située à seulement 2 km du quartier.
Durant la période estivale, un petit train touristique relie la plage à la ville fortifiée, en passant par le centre-ville.

## Urbanisme

### Architecture
À l'image de la ville, l'architecture du quartier est très variable, partagée entre les anciens bâtiments typiques du Boulonnais, principalement dans le sud et l'est du quartier, et les bâtiments modernes (dont la construction est notamment due aux dégâts causés par les nombreux bombardements qui ont touché Boulogne pendant la Seconde Guerre mondiale), principalement dans le nord et l'ouest du quartier.

## Lieux notables

### Établissements scolaires
- Université du Littoral Côte d'Opale (ULCO) : Centres universitaires Saint-Louis et Le Musée
- Université d'été de Boulogne-sur-Mer
- Lycée professionnel public Jean-Charles Cazin
- Collège privé Godefroy de Bouillon
- Collège privé Saint-Joseph de Navarin
- Collège public Angellier
- École primaire privée Sainte-Thérèse
- École primaire publique Jules Ferry
- École maternelle publique Jean-Pierre Florian

Le lycée Mariette est également situé à proximité du quartier.

### Places
- Place Dalton
- Place de France

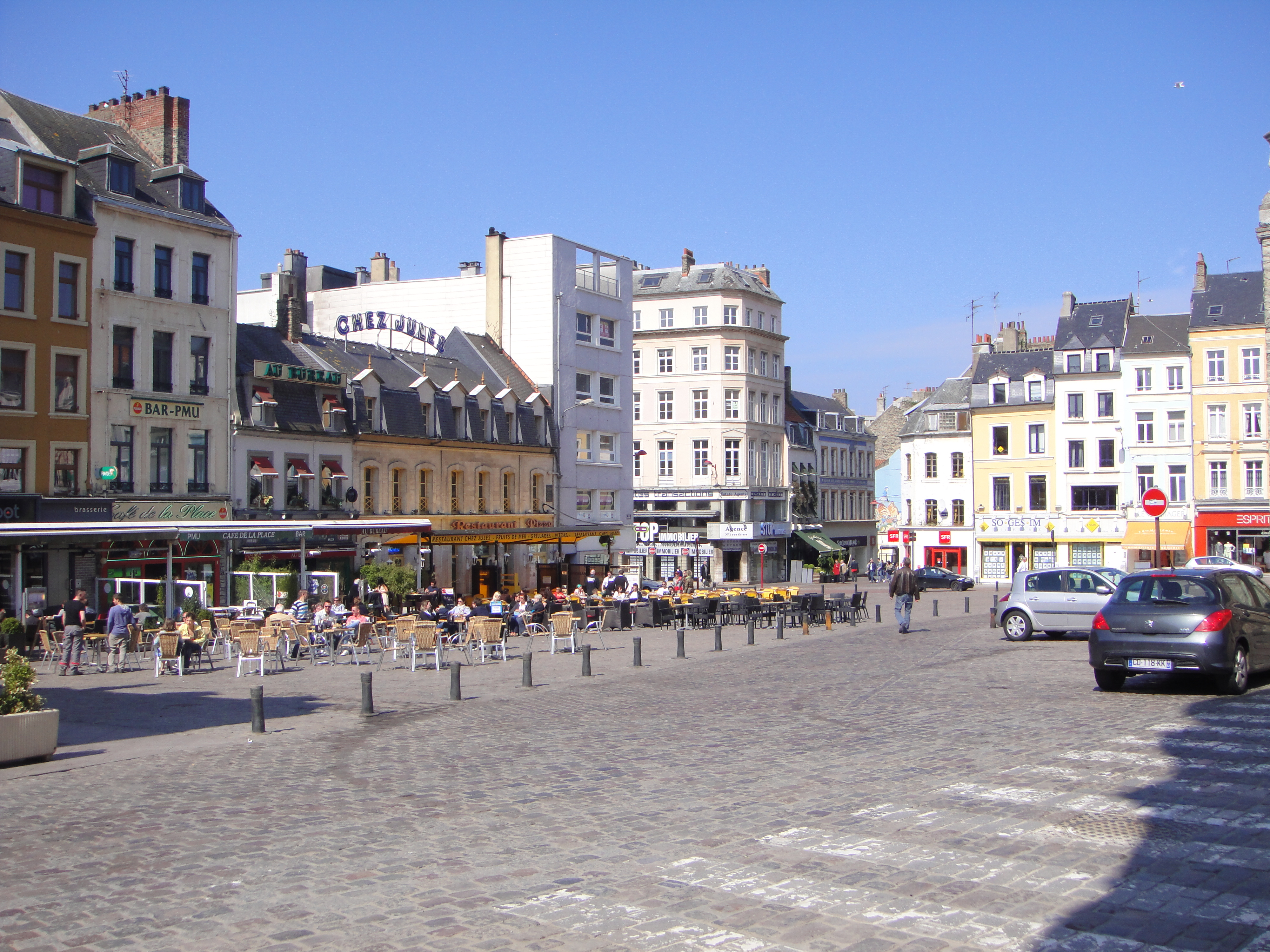
La place Dalton

- Place Louis Lumière (aussi appelée Parvis Victor Planchon depuis 2012)
- Place Navarin
- Place Frédéric Sauvage
- Place de Lorraine
- Place Gustave Charpentier
- Place Zamenhof
- Place Adolphe Henry
- Place de Picardie

### Commerces
Le quartier compte de nombreux commerces, bars et restaurants, en particulier sur les places citées ci-dessus et dans les rues commerçantes (rue Thiers, rue Victor-Hugo, Grande Rue, Rue Faidherbe, Rue Nationale). À cela s'ajoutent quelques supermarchés et supérettes, ainsi que le centre commercial de la Liane situé dans l'ouest du quartier.

### Églises
- Église Saint-Nicolas
- Église Saint-Louis
- Église Saint-Michel

### Musées et établissements culturels
- Musée du Libertador San Martín, aussi appelé « Casa San Martín »
- Musée de l'école
- Conservatoire à rayonnement départemental de Boulogne-sur-Mer
- École des Beaux-Arts de Boulogne-sur-Mer
- Théâtre Monsigny
- Complexe cinématographique Les Stars
- Salle de spectacles Les Pipots

### Parcs et jardins
- Square Auguste Mariette
- Jardin Bucciali
- Jardin des Tintelleries